# Бојана Тушуп
Бојана Тушуп (Београд, 12. август 1979) српска је телевизијска, позоришна, филмска и гласовна глумица.

## Биографија
Бојана Тушуп рођена је 12. августа 1979. године у Београду. Глуму је дипломирала 2002. године на Академији уметности у Новом Саду у класи професора Михаила Јанкетића. Прву запаженију телевизијску улогу остварила је у серији Љубав и мржња. Глумила је у Народном позоришту у Суботици, Југословенском драмском позоришту и Позоришту Славија. Године 2009. основала је сопствену позоришну продукцију. Такође се бавила синхронизацијом цртаних и играних филмова и серија на српски језик за студије Блу хаус, Хепи ТВ, Студио и Вамос. 

## Филмографија
| Год.       | Назив                                  | Улога              |
| ---------- | -------------------------------------- | ------------------ |
| 2002.      | Кордон                                 | Јеленина другарица |
| 2004−2006. | Стижу долари                           | Секретарица        |
| 2005.      | М(ј)ешовити брак                       | Миленија Станковић |
| 2007−2008. | Љубав и мржња                          | Тамара             |
| 2010.      | Куку, Васа                             | Анабела            |
| 2019.      | Нек иде живот                          | Ђурђа              |
| 2019.      | Државни посао                          | Драгица            |
| 2020.      | Неки бољи људи                         | Милена             |
| 2022.      | Заљубљена Ана, господин заборав и мама | Оља                |
| 2023.      | Пенал и сексуални живот Ане Ђ.         | Бојана             |

## Синхронизација
| Год.       | Назив                                   | Улога                                                                            |
| ---------- | --------------------------------------- | -------------------------------------------------------------------------------- |
| 2011—2012. | Вич                                     | Вил                                                                              |
| 2011—2012. | Монстер хај (сезоне 1−3)                | Дракулаура, Управница Доброкрвна, Торалај Страјп, Хаулин Вулф, Венус Мекфлајтреп |
| 2011.      | Поље лала                               |                                                                                  |
| 2012.      | Монстер хај: Живот у слози              | Дракулаура, Управница Доброкрвна, Торалај Страјп, Хаулин Вулф                    |
| 2012.      | Монстер хај: Зашто се девојке заљубјују | Дракулаура, Торалај Страјп, Хаулин Вулф                                          |
| 2014—2015. | Винкс (сезоне 6−7)                      | Блум, Локет, Небула, Калшара; Дарси (С6)                                         |
| 2016.      | Софија Прва (сезоне 1−2)                | Сунчица, Хелена Хеншоу, Госпођа Хигинс, Мадам Колет                              |
| 2019.      | Енчантималс Приче из Безвременије       | Бри Бани, Твист                                                                  |
| 2019.      | Фиксизи                                 | Симка                                                                            |
| 2021.      | Спин фајтерс                            |                                                                                  |